# Krulltjärnen
Krulltjärnen är en sjö i Älvdalens kommun i Dalarna och ingår i Dalälvens huvudavrinningsområde. Sjön har en area på 0,0694 kvadratkilometer och ligger 571,3 meter över havet.

## Delavrinningsområde
Krulltjärnen ingår i det delavrinningsområde (686553-135763) som SMHI kallar för Ovan Öxningan. Medelhöjden är 592 meter över havet och ytan är 20,56 kvadratkilometer. Räknas de 51 avrinningsområdena uppströms in blir den ackumulerade arean 588,38 kvadratkilometer. Fjätan (Kölån) som avvattnar avrinningsområdet har biflödesordning 2, vilket innebär att vattnet flödar genom totalt 2 vattendrag innan det når havet efter 460 kilometer. Avrinningsområdet består mestadels av skog (83 procent) och sankmarker (15 procent). Avrinningsområdet har 0,07 kvadratkilometer vattenytor vilket ger det en sjöprocent på 0,4 procent.